# 金鯱の歌
「金鯱の歌」（きんこのうた）は、かつて日本職業野球連盟に所属していた名古屋金鯱軍が制定した球団歌である。作詞・岡田源三郎、作曲・杉山長谷夫。

## 解説
戦前の中京圏において新愛知新聞社と勢力を二分していた名古屋新聞社が1936年（昭和11年）2月に結成した金鯱軍の球団歌だが、作成経緯や発表時期は資料が残っておらず不明とされる。名古屋新聞と新愛知は共に読売新聞社の正力松太郎から職業野球への参入を持ち掛けられていたが、先に新愛知が名古屋軍（現在の中日ドラゴンズ）を結成し、その翌月に名古屋新聞が金鯱軍を立ち上げた。
作詞者の岡田は金鯱軍の結成時から1939年シーズンまで総監督を務めており、専業の作詞家や懸賞募集による入選作品ではない歌詞を採用したことはプロ野球の球団歌としては極めて異例であった。
歌詞は全3番から成り、球団名に採られた名古屋城の金鯱からイメージした「光」が多用されている。作曲者の杉山は球団が拠点とする名古屋市の出身であった。歌詞全文は1940年（昭和15年）の満洲リーグ戦に合わせて大連市で発行された選手名鑑『職業野球早わかり』に掲載されているが、楽譜は所在不明でありSP盤の製造も確認されていない。
金鯱軍は親会社の名古屋新聞が新聞統制のため競合紙かつ名古屋軍を傘下とする新愛知と合併して中部日本新聞が発足する見込みとなったことを受け、1941年（昭和16年）2月に東京セネタース改め翼軍と合併して大洋軍となった。その後、大洋軍は福岡の西日本鉄道へ売却されて西鉄軍へ改称したが、1943年（昭和18年）末に解散している。